# Ricardo Salas
Ricardo Salas Espinoza es un levantador de pesas panameño. Compitió en el evento masculino de peso semipesado en los Juegos Olímpicos de 1984.

## Biografía
Salas compitió en los XIV Juegos Centroamericanos y del Caribe celebrados en La Habana, Cuba en donde ganó la medalla de plata en la categoría peso medio-75 kg: total y clean & Jerk y la medalla de bronce en peso medio -75 arrebatar. Compitió en los Juegos Olímpicos de Los Ángeles 1984, el 4 de agosto de 1984 participó en la categoría Peso semipesado-82 kg donde tuvo una AC  levantando 172.5. en los XV Juegos Centroamericanos y del Caribe celebrados en Santiago de los caballeros, República Dominicana en donde ganó la medalla de plata en la categoría Peso medio -75 kg: limpia y tirón y la medalla de bronce en la categoría Peso medio -75 kg total.